# 브레솔 (앵주)
브레솔 (Brenssolles)은 프랑스 오베르뉴론알프 앵주의 코뮌이다. 브레솔의 주민들은 '브레솔랑 / 브레솔랑드' (Bressollands / Bressollandes)이라 부른다.

## 지리
코르티에 지역의 끝자락에 속해 있는 코뮌이다. 파라망, 부르생크리스토프, 벨리뇌, 발랑, 다뇌, 피제 등의 코뮌과 이웃하고 있다.

## 역사
1970년대까지 브레솔 마을의 경제활동은 농업이 전부였다. 그러나 농업기술이 발전하고, 포도나무진딧물이 창궐해 포도밭을 휩쓸고, 경제위기를 겪는 등의 결과로 브레솔 마을의 경제 기반은 완전히 뒤바뀌었다.
브레솔 교구는 지금으로부터 약 천년 전인 971년부터 전해 내려오는데, 바르브 수도원의 내역을 담은 공문서에 콘라트 1세가 서명한 것으로 기록되어 있다. 브레솔은 이후 몽뤼엘 경의 영지로 속했다가 1317년 도팽 뒤 비앙누아에게 넘어갔다. 이후 1355년 조약으로 발본 경의 영지였던 브레솔이 사보이아 백국의 영토로 넘어가게 되었다.

## 인구
| 연도 | 인구 | ±% p.a. |
| ---- | ---- | ------- |
| 1793 | 412  | —       |
| 1800 | 380  | −1.15%  |
| 1806 | 458  | +3.16%  |
| 1821 | 486  | +0.40%  |
| 1831 | 520  | +0.68%  |
| 1836 | 521  | +0.04%  |
| 1841 | 559  | +1.42%  |
| 1846 | 578  | +0.67%  |
| 1851 | 587  | +0.31%  |
| 1856 | 572  | −0.52%  |
| 1861 | 557  | −0.53%  |
| 1866 | 570  | +0.46%  |
| 1872 | 537  | −0.99%  |
| 1876 | 523  | −0.66%  |
| 1881 | 501  | −0.86%  |
| 1886 | 464  | −1.52%  |
| 1891 | 435  | −1.28%  |
| 1896 | 399  | −1.71%  |
| 1901 | 404  | +0.25%  |
| 1906 | 394  | −0.50%  |
| 1911 | 364  | −1.57%  |
| 1921 | 348  | −0.45%  |
| 1926 | 340  | −0.46%  |

| 연도 | 인구 | ±% p.a. |
| ---- | ---- | ------- |
| 1931 | 309  | −1.89%  |
| 1936 | 320  | +0.70%  |
| 1946 | 299  | −0.68%  |
| 1954 | 277  | −0.95%  |
| 1962 | 226  | −2.51%  |
| 1968 | 252  | +1.83%  |
| 1975 | 270  | +0.99%  |
| 1982 | 446  | +7.43%  |
| 1990 | 480  | +0.92%  |
| 1999 | 590  | +2.32%  |
| 2006 | 689  | +2.24%  |
| 2007 | 703  | +2.03%  |
| 2008 | 717  | +1.99%  |
| 2009 | 710  | −0.98%  |
| 2010 | 709  | −0.14%  |
| 2011 | 742  | +4.65%  |
| 2012 | 777  | +4.72%  |
| 2013 | 812  | +4.50%  |
| 2014 | 826  | +1.72%  |
| 2015 | 871  | +5.45%  |
| 2016 | 891  | +2.30%  |
| 2017 | 911  | +2.24%  |

## 자매 도시
브레솔은 프랑스의 몽뤼엘과 독일 바덴뷔르템베르크주 오스트필데른 (1978년)과 자매 도시 관계를 맺고 있다.

## 같이 보기
- 앵 주의 코뮌 목록